# إجهاد (كيمياء)
الإجهاد في الكيمياء يقال للجزيء أنه واقع تحت إجهادما، عندما يتواجد في التشكل الكيميائي زاويا روابط، أو مسافات بين الروابط غير مستقرة. وتنطلق طاقة تسمى بطاقة الإجهاد عندما يصبح الجزيء في البناء الذي له أقل طاقة، أو عندما يتفاعل الجزيء في تفاعل كيميائي مناسب يصل به لمرحلة الطاقة الأقل.
وتوجد أنواع عديدة من الإجهاد:
- إجهاد زاوية
- إجهاد فتل
- إجهاد فان دير فالس